# 와현항 (거제시)
와현항은 경상남도 거제시 일운면 와현리에 있는 어항이다. 2003년 2월 3일 어촌정주어항으로 지정하여 관리하고 있다. 시설관리자는 거제시장이다.

## 어항 연혁
본래 누우래, 누우뢰, 눌일, 눌일티 또는 와현이라 하였는데 이는 지세포 고개가 낮아 올라서 보니 남에는 구조라만이고 북에는 지세포만에서 드나드는 고깃배를 누어서 보다가 잠이 들었으니 누우래라 하고 와현리(臥峴里)로 하였으며 풍수지리설(風水地理設)에 의하면 일운면(一運面)은 남북으로 거제도를 동삼면(東三面), 서사면(西四面)으로 갈랐고 동남끝의 와현(臥峴)과 북서끝의 와치(臥峙)로 양쪽이 누웠으니 1914년 3월 1일 대한민국 두 번째의 큰섬 거제군(巨濟郡)은 통영군(統營郡)에 통합되어 39년간 군(郡)없이 살아왔다는 구전이 있다.

## 어항 구역
와현항의 어항 구역은 다음과 같다.
- 수역: 미지정(거제시 일운면 와현리 619-12번지 수역)
- 육역: 미지정

## 어항 시설
- 물양장, 방파제, 선착장

## 주요 어종
- 숭어, 노래미, 우럭, 광어, 멸치 등